# 大蜀山
大蜀山位于安徽省合肥市蜀山区西部，是合肥城区最高的山，海拔284米，目前开发为森林公园，公园面积13000亩。蜀山雪霁为昔庐阳八景之第一景，蜀山春晓是“合肥十景”之一，建有烈士陵园，山下有开福寺、野生动物园、半边街等景点。1998年，与合肥环城公园等景点合设合肥环城公园-西郊省级风景名胜区。2009年底，由安徽省林业厅批准为省级森林公园。2011年，大蜀山-紫蓬山省级地质公园获批。2013年1月底升级为国家森林公园。

## 地质
大蜀山是一座死火山，为大别山余脉，山势东南高，西北低，呈椭圆形，形成于中生代白垩纪时期（约1.4亿年前）。山顶有两个古火山口，主火山口位于主峰处，山坡有橄榄玄武岩组成的火山熔岩瀑布，亦有火山颈、火山通道等其它火山遗迹。

## 名称的由来
《庐州府志》记载：“有蜀僧于此结庐，偶思乡水以锡卓地，泉汩汩而出，尝之有瞿塘峡味，因名为蜀井”，因此得名。清代张祥云认为：“《尔雅》蜀者独，兹山因得名。”即大蜀山因无阜岗相连而得名大蜀山。